# Dorfstraße (Berlin-Malchow)
Die Dorfstraße ist eine Straße im Berliner Ortsteil Malchow des Bezirks Lichtenberg. Sie verläuft von der Malchower Chaussee und dem Hohenschönhauser Weg über Wartenberger Weg bis zum Blankenburger Pflasterweg und ist ein Teilstück der Bundesstraße 2.

## Geschichte

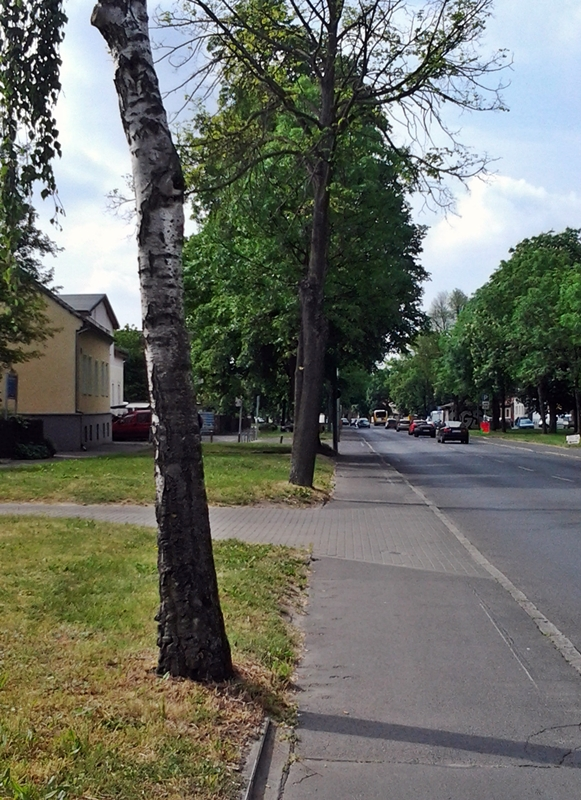
Dorfstraße

Die Dorfstraße ist die älteste Straße des Dorfes und wurde 1344 erstmals in der Geschichte des Ortes Malchow erwähnt. Früher war die Straße ein Teil der von Berlin über Bernau verlaufenden Heerstraße. Die Wohnhäuser, die an der Dorfstraße standen, wurden im späten 19. Jahrhundert zumeist verändert. Die ehemalige evangelische Dorfkirche wurde am 21. April 1945 von der deutschen Wehrmacht gesprengt, damit sie nicht von den feindlichen Artilleriebeobachtern besetzt werden konnte; sie existiert heute nur als Ruine und steht gegenüber dem ehemaligen Gutshaus (seit den 1980er Jahren in Teilen zur Humboldt-Universität, Sektion Gartenbau, gehörend). Um das Jahr 2013 zog in den bis dahin nicht genutzten Teil des Ensembles die Stiftung Synanon und restaurierte in kleinen Schritten die historischen Gebäude.
Die Reste der im 17. Jahrhundert von Paul von Fuchs angelegten Parkanlage reichen bis an die Dorfstraße heran.
Entlang der Straße stehen, trotz einiger Umbauten, etliche Kulturdenkmale wie das Wirtshaus, Gutsarbeiterwohnhäuser, die Naturschutzstation Malchow.
Seit Jahrzehnten ist die Dorfstraße in keinem guten Verkehrszustand, ein durchgängiges Tempolimit auf 30 km/h erwies sich immer mehr als Nadelöhr. Im Jahr 2015 hat der Bezirk Lichtenberg eine Neugestaltung der Verkehrsweges beschlossen, die ab 2018 in zwei Bauabschnitten erfolgen soll. Als erstes soll durch die Berliner Wasserbetriebe (BWB) ein Austausch der Trinkwasserhauptleitung innerhalb von zwei Jahren erfolgen. Danach beginnt voraussichtlich ab dem Jahr 2020 für anderthalb Jahre der Bau des Regenwasserkanals in der Lage der bisherigen Trinkwasserleitung und der folgende Straßenbau unter Beibehaltung der Lage und der Breite. Außerdem werden die drei Bushaltestellen, Geh- und Radwege sowie die Straßenbeleuchtung erneuert. Während der gesamten Bauzeit soll der Verkehr nach Norden über die Rennbahnstraße, Romain-Rolland-Straße, Blankenburger Straße, Heinersdorfer Straße und über den Blankenburger Pflasterweg zur Bundesstraße 2 umgeleitet werden. Nach Süden soll der Verkehr weiterhin durch die Dorfstraße geführt werden. Es werden auch 13 Bäume gefällt und in Abstimmung mit dem Bezirk Lichtenberg streckennahe Ersatzpflanzungen durchgeführt. Bauzeitverlängernd wirkt sich aus, dass die BVG die Buslinien 154 und 259 in der Dorfstraße aufrechterhalten möchte.